# Hypocrea lactea
Hypocrea lactea är en svampart som först beskrevs av Elias Fries, och fick sitt nu gällande namn av Elias Fries 1849. Hypocrea lactea ingår i släktet svampdynor och familjen Hypocreaceae.   Inga underarter finns listade i Catalogue of Life.